# Szituwan Bilajla
Szituwan Bilajla (arab. شتوان بلايلة; fr. Chettouane Belaila)  – jedna z 52 gmin w prowincji Sidi Bu-l-Abbas, w Algierii, znajdująca się w środkowo-zachodniej części prowincji, około 34 km na południe od Sidi Bu-l-Abbas. W 2008 roku gminę zamieszkiwało 5210 osób. Numer statystyczny gminy w Office National des Statistiques d'Algérie to 2247.